# Войсковоказинский сельсовет
Войсковокази́нский сельсове́т — сельское поселение в составе Долгоруковского района Липецкой области.
Административный центр — село Войсковая Казинка.

## География
Войсковоказинский сельсовет находится в северо-западной части района. Граничит на востоке с Грызловским, на юго-востоке с Вязовицким, на юге с Веселовским сельскими поселениями Долгоруковского района, на севере с Измалковским районом, на западе с Ливенским районом Орловской области.
На территории поселения протекают реки Олым и Сосна, несколько небольших ручьёв.

## Население
| 2010 | 2012 | 2013 | 2014 | 2015 | 2016 | 2017 |
| ---- | ---- | ---- | ---- | ---- | ---- | ---- |
| 461  | ↘452 | ↘440 | ↘428 | ↘421 | ↗442 | ↗444 |
| 2018 | 2021 |      |      |      |      |      |
| ↗446 | ↘310 |      |      |      |      |      |

## Состав сельского поселения
| № | Населённый пункт  | Тип населённого пункта       | Население |
| - | ----------------- | ---------------------------- | --------- |
| 1 | Войсковая Казинка | село, административный центр | 197       |
| 2 | Знаменка          | деревня                      | 115       |
| 3 | Лобовка           | деревня                      | 39        |
| 4 | Лутовка           | деревня                      | 9         |
| 5 | Русская Казинка   | деревня                      | 101       |

## Культура и образование
- Центр культуры и досуга (Дом культуры), библиотека
- Средняя школа

## Инфраструктура
- Отделения почтовой связи
- Офис обслуживания Сбербанк России

## Медицина и социальное обслуживание
- Фельдшерско-акушерский пункт в Войсковой Казинке

## Экономика
- ООО АФ «Свишенская»
- АФ «Агро Ленд»
- АФ «Трио»
- Сеть продовольственных магазинов

## Транспорт
Поселение связано автомобильным шоссе с райцентром Долгоруково, развита сеть местных дорог с щебневым покрытием.